# Primarna baterija
Primarne baterije su nepunjiva vrsta baterija.
Razlog nepunjivosti ovih baterija je što je kemijska reakcija koja stvara struju ireverzibilna. Zbog toga rok trajanja ovih baterija prestaje čim se reaktanti u ovim baterijama potroše. U najpoznatije primarne baterije ubrajamo cink-ugljikove baterije, cink-klorid baterije, alkalne baterije, litij-metal baterije, i baterije bazirane srebrovom oksidu.